# Eugênio Frederico do Lossio e Seiblitz
Eugênio Frederico do Lossio e Seiblitz (Rio de Janeiro, 17 de maio de 1835 — Rio de Janeiro, 3 de janeiro de 1899) foi um engenheiro e político brasileiro.
Filho de Nuno Eugênio do Lossio e Seinlitz e de Ana Bárbara Correia de Araújo. Casou com Felicidade Neves de Lossio e Seiblitz, filha de Gaspar Xavier Neves e de Maria Luísa das Dores Neves.
Foi deputado à Assembleia Legislativa Provincial de Santa Catarina na 18ª legislatura (1870 — 1871).